# Hochseiler
De Hochseiler is een berg in de deelstaat Salzburg, Oostenrijk. De berg heeft een hoogte van 2793 meter.
De Hochseiler is onderdeel van het bergmassief Hochkönig, dat weer deel uitmaakt van de Berchtesgadener Alpen.